# Peter Horn (pilot)
Peter Horn (15. oktober 1915 – 1. november 1983) var en dansk jagerpilot
Horn overlevede krigen.

## Biografi
- 1937 – 1939 – Horn erhverver sit flyvecertifikat fra Hærens Flyveskole og bliver udnævnt til sekondløjtnant. Ved anden verdenskrigs udbrud er han Løjtnant af Reserven med deltager ikke aktivt i krigen. Smidt ud af det danske militær, i 1945, pga. medlemskab af DNSAP.